# Balčik
Balčik (bulharsky Балчик) je město na severovýchodě Bulharska, na břehu Černého moře. Je správním střediskem stejnojmenné obštiny a žije v něm přibližně 12 tisíc obyvatel.

## Název
O původu současného názvu města existuje několik teorií:
- ze zdrobněliny jména despoty Balikase, neboli Balika,[3]
- z tureckého slova balçık, což se doslovně překládá jako bažina, protože dno přístavu bylo v té době bahnité,
- z tureckého Balciköy, v překladu medová vesnice, protože včelařství bylo tehdy jedním z hlavních zdrojů obživy města, což zaznamenal cestovatel Evlija Čelebi.

## Historie

### Starověk
Historie města sahá až do 5. tisíciletí před naším letopočtem, jak dokládají nalezené artefakty z doby měděné. Byly tu nalezeny thrácké předměty staré více než 2000 let (poháry, kovové nádoby, šperky, zbraně). Přímo na území současného města žili Thrákové v 1. tisíciletí př. n. l. I starověký řecký historik Hérodotos potvrzoval, že město bylo postaveno na mnohem starším osídlení. Podle něj bylo město založeno za vlády médského krále Astyaga, který vládl od roku 585 př. n. l. do roku 550 př. n. l. Během řecké kolonizace pobřeží Černého moře tu založili milétští kolonisté osadu Krounoi starořecky Κρουνοί, což v řečtině znamená prameny, později nazývanou Krunos.
Podle legendy ve 3.–2. století před naším letopočtem vyhodilo moře na břeh v oblasti dnešního rybářského přístavu sochu boha Dionýsa a od té doby bylo město přejmenováno na Dionysopolis (město boha Dionýsa). Název byl příhodný vzhledem k bohatství vinic a vína v této oblasti. V pozdní antice Římané postavili dále od pobřeží novou velkou pevnost a město se k ní přesunulo. Naposledy je jako Dionysopolis zmiňováno v 6. století ve franckých zdrojích. 

### Středověk
Když byla v roce 680 založena první Bulharská říše, stala se zdejší pevnost její součástí. Mimo jiné to dokládají pozůstatky velkého protobulharského sídliště z konce 7. století, opevněného hradbami, které bylo objeveno na východní straně města. Nachází se tu nejstarší dosud nalezené protobulharské pohřebiště na bulharském území. Další raně středověké bulharské osídlení s hliněným opevněním se nacházelo na kopci Echoto (též Dženi bair) poblíž pozůstatků stovky kamenných staveb. 
Ta tomto kopci bylo v době druhé Bulharské říše postaveno nové strategické opevnění a okolo něj vznikla středověká aglomerace Karvuna. Toto město bylo po dlouhou dobu hlavním městem Dobrudži, dokud krátce po smrti despoty Balika v roce 1366 jeho nástupce Dobrotica nepřesunul své hlavní město do Kaliakry. 

### Osmanské období
Na konci 14. století se město dostalo pod osmanskou nadvládu. Poprvé se se současným názvem města setkáváme v cestopisu Evliji Čelebiho z roku 1653 v něm popsuje město jako bohaté správní středisko. V dokumentu z roku 1676 je Balčik uveden jako centrum kazy. Žila zde různá etnika – Turci, Řekové, Bulhaři, Tataři, Gagauzové a další. Kvůli rusko-tureckým válkám procházela Dobrudžou často turecká a ruská vojska. Město mělo strategický význam a bulharské obyvatelstvo bylo kolem roku 1806 nuceno opustit své domovy. Poté, co byl příkaz odvolán, začal jejich počet rychle narůstat. S nimi začaly do města pronikat myšlenky bulharského národního obrození a v období 1845–1847 byl v Balčiku otevřen první pravoslavný křesťanský kostel sv. Mikuláše a škola, která se nacházela ve čtvrti Gemedži. Tím  dostalo bulharské obyvatelstvo příležitost ke vzdělání a národnímu sjednocení, což se promítlo v roce 1870 do založení čitalište Săglasie-Napredak.
V roce 1828 postavili Turci severozápadně od města hliněné opevnění. V roce 1856 měl Balčik asi 4 000 obyvatel a v roce 1872 již 7 000 obyvatel, nicméně  v roce 1877 byl zjištěn počet domácností 1 100. V té době byl Balčik už dlouho proslulým obilným přístavem a velké obchodních domy z Cařihradu, Athén, Terstu měly ve městě zřízeny svoje zastoupení, která nakupovala potraviny a živočišnou výrobu z Dobrudži.
Poté, co byl za rusko-turecké osvobozenecké války 22. červencegreg. 1877 Turky zabit Eranos Eranosjan, který odesláním telegramu zahraničním diplomatům zachránil Kavarnu před vypleněním, vytvořilo 80 dobrovolníků z Balčiku a Silistry jezdecký oddíl. Jeho příslušníci zprvu prováděli průzkum ve prospěch Rusů a poté přerušili telegraf do Varny, načež poblíž ní zničili železniční trať do Ruse. Ruské jednotky město osvobodily 22. ledna 1878.

### Moderní doba
Po osvobození se město stalo součástí Bulharského knížectví. V roce 1901 bylo výrazně zasaženo zemětřesením magnitudy 7,2 Richterovy stupnice a následnou vlnou cunami.
V roce 1913 město připadlo na základě Bukurešťského míru Rumunsku, ale v průběhu první světové války ho dočasně (1916–1919) dobylo Bulharsko zpět. Ve vnitrozemí došlo do roku 1929 k výraznému hospodářskému rozvoji v důsledků výstavby železniční trati Dobrič–Cernavodă. Naproti tomu centra obchodu Balčik a Kavarna ztratila na významu a jejich obchodní obrat se snížil na polovinu. V důsledku snah preferovat letoviska s malým počtem obyvatel, která jsou závislá na sezónním příjmu, začalo pobřeží pustnout. Bulharské obyvatelstvo vzdorovalo asimilační politice rumunských úřadů prostřednictvím kulturních aktivit a účastnilo se Dobrudžské revoluční organizace. V roce 1940 bylo město na základě Craiovské smlouvy navráceno Bulharskému království a následně se v Balčiku a okolních vesnicích usídlily v rámci dohodnuté výměny obyvatelstva tisíce Bulharů ze severní Dobrudži.
Po združstevnění zemědělství byla ve městě v roce 1948 založena pobočka oblastního družstevního svazu ve Varně.

## Obyvatelstvo
Níže uvedená tabulka ukazuje vývoj populace města od třicátých let (1934–2021):
| Rok      | 1934  | 1946  | 1956  | 1965  | 1975   | 1985   | 1992   | 2001   | 2011   | 2021   |
| Populace | 5 168 | 6 131 | 8 006 | 8 711 | 11 062 | 12 763 | 12 235 | 12 509 | 11 610 | 10 870 |

K 15. prosinci 2024 ve městě žilo 12 281 obyvatel a bylo zde trvale hlášeno 13 098 obyvatel.

Podle sčítání z 1. února 2011 bylo národnostní složení následující:
- Bulhaři: 12 690 (67.8 %)
- Turci: 3 083 (16.5 %)
- Romové: 2 194 (11.7 %)
- ostatní[p 3]: 750 (4.0 %)

## Partnerská města
- Boxberg, Německo
- Bran, Rumunsko
- Galič, Rusko
- Mangalia, Rumunsko
- Stará Ľubovňa, Slovensko
- Tambov, Rusko
- Těšín, Polsko
- Valašské Meziříčí, Česko